# Jean-Claude Schindelholz
Jean-Claude Schindelholz (11 oktober 1940) is een voormalig Zwitsers voetballer die speelde als aanvaller.

## Carrière
Schindelholz speelde voor Servette en FC Vevey.
Hij speelde dertien interlands voor Zwitserland waarin hij één keer kon scoren. Hij nam met zijn land deel aan het WK voetbal 1966 in Engeland.